# Voluntown
Voluntown è un comune di 2.631 abitanti degli Stati Uniti d'America, situato nella Contea di New London nello Stato del Connecticut.